# Костин, Александр Дмитриевич
Александр Дмитриевич Костин (3 (15) августа 1889 года, Васильсурск, Нижегородская губерния, Российская империя — 8 декабря 1920, Балахнинский уезд, Нижегородская губерния, РСФСР) — российский революционный деятель.

## Биография
Родился в городе Васильсурске (ныне — посёлок в городском округе Воротынский Нижегородской области).
Состоял в РСДРП(б), работал в Москве, активно участвовал в рабочем движении, за что был выслан в Нижний Новгород. После высылки работал токарем на одном из заводов в Канавино. В 1915-1916 годах неоднократно был арестован. После Февральской революции был амнистирован.
После Октябрьской революции стал членом Нижегородского ревкома, главой которого был Иван Романов. Также Костин был командиром отряда Красной гвардии в ноябре 1917 года.
В апреле 1918 года был назначен председателем Нижегородского Совнархоза. В 1919 году переведён в Саранск на должность чрезвычайного уполномоченного по борьбе с эпидемиями.
Умер в декабре 1920 года от туберкулёза в санатории «Желнино». Похоронен на Петропавловском кладбище Нижнего Новгорода (ныне — Парк Кулибина), могила Костина утрачена из-за ликвидации кладбища.

## Память
В честь Александра Костина названа улица в центре Нижнего Новгорода.
В 1930-х годах по инициативе жителей Ленинского района города Горького посёлок Шуваловский (ныне Дачный) был переименован в посёлок им. Костина.